# 飛鳥あると
飛鳥 あると（あすか あると、12月28日 - ）は、日本の漫画家。岩手県一関市出身・在住（2023年時点）。やぎ座のO型。
1985年、なかよしの漫画賞に投稿しシルバー賞を受賞。1987年、第4回なかよし新人まんが賞佳作の『SOME DAY』でデビューする。
『ゴーガイ!岩手チャグチャグ新聞社』（講談社）は、岩手ならではのトピックを描き、岩手県内でも話題となった。

## 作品リスト

### 単行本
- ぼくたちはDRYじゃない（なかよしKC）
- わがまま青春バレー部（なかよしKC）
- Tough!（別フレKC）
- お受験します!（全4巻、ビーラブKC）
  - 幼稚園ゲームでドラマ化（TBS）
- 秋の童話（全6巻、ミッシィコミックス、原作:オ・スヨン）
- ゴーガイ!岩手チャグチャグ新聞社（KCDX、連載中 - ）
- 評伝 浅川伯教と巧～十四冊の日記帳（原作:澤谷滋子）
- マスケットガールズ！～転生参謀と戦列乙女たち～（PASH! コミックス、原作:漂月、既刊4巻）
- 学習まんが 日本の歴史(9) 応仁の乱（講談社、監修:呉座勇一）
- 蜜蜂からの贈り物 奇跡のスーパーフード ビーポーレン&プロポリスで絶好調! (マンガでわかる! シリーズ、原作:飯沼宗和）

### アンソロジー
- コミックいわて（2011年、岩手県）
- 東日本ふるさと物語（2011年、徳間書店）